# Рупите
Рупите је насељено место у општини Петрич у области Благоевград, Бугарска. Према попису из 2021. године било је 897 становника.
Према бугарском географу и историчару, Василу Канчову, у Рупите је 1900. године живело 252 Словена хришћана.
У селу Рупите је живела пророчица баба Ванга.